# 不滅の法灯

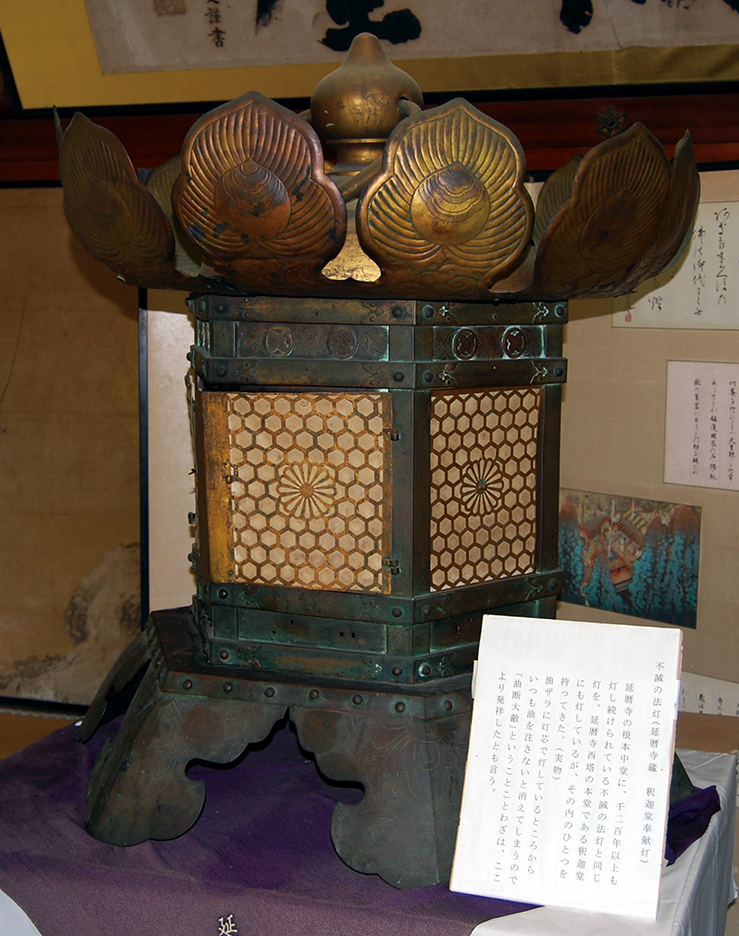
滋賀院門跡にある不滅の法灯

不滅の法灯（ふめつのほうとう）は、比叡山延暦寺の根本中堂内陣にある灯火。消えずの法灯とも言われる。

## 概要
西暦788年（延暦7年）最澄が根本中堂の前身である一乗止観院を建立した際、本尊の薬師瑠璃光如来の宝前に灯明をかかげたのが始まりで、一度も消えることなく輝き続けていると伝わっていることから、「不滅の法灯」と呼ばれる。
最澄の「明らけく後の 仏の御世までも 光りつたへよ法のともしび（仏の光であり、法華経の教えを表すこの光を、末法の世を乗り越えて弥勒如来がお出ましになるまで消えることなくこの比叡山でお守りし、すべての世の中を照らすように）」との願いを込めたと伝わる。

### 油断大敵
菜種油を燃料にして灯芯が浸り、火が点るという原始的な構造の灯篭内で、現在も燃え続けている。毎日、朝夕の2回、燃料の菜種油を絶やさないように僧侶が菜種油を注ぎ足し続けている。油を断つことは比叡山で学ぶ僧侶がいなくなることを意味しており、これが「油断」の語源になったと言われている。

## 立石寺への分灯と返礼
天文12年（1543年）、山形・立石寺の再建の際、同寺からの要請で分灯。その後、元亀2年（1571年）9月の織田信長の比叡山焼き討ちの際に今度は比叡山の法灯が消えたため、立石寺から再分灯してもらい、天正17年（1589年）、これを復活させた。
現在では、立石寺以外の天台宗寺院ほか（例：滋賀院門跡）にも分灯されているほか、天台青少年比叡山の集いで毎年分灯されている。

## 参考
- 歴史探偵「比叡山延暦寺 -激動の1200年-」（NHK、2022年5月11日放映）
- 朝日新聞>「滋賀）延暦寺の「不滅の法灯」を分灯　全国行脚へ」（2020年4月3日付）
- 朝日新聞>「滋賀）延暦寺の「不滅の法灯」　ネットで終日中継」（2020年5月15日付）